# رابرت فلوید
 رابرت فلوید (انگلیسی: Robert W. Floyd؛ زاده ۸ ژوئن ۱۹۳۶ درگذشته ۲۵ سپتامبر ۲۰۰۱) یک دانشمند در زمینه علوم رایانه اهل ایالات متحده آمریکا بود. فعالیت‌های او شامل طراحی الگوریتم فلوید-وارشال است. 
وی همچنین برنده جوایزی همچون جایزه تورینگ شده است.